# Boris Paitjadze-stadion
Boris Paitjadze-stadion (georgiska: ბორის პაიჭაძის სახელობის ეროვნული სტადიონი), även känd som Dinamo Stadion, är en fotbollsarena i Tbilisi, Georgien, uppkallad efter fotbollsspelaren och tränaren Boris Paijtadze.
Stadion är hemmaplan för FK Dinamo Tbilisi. Stadion byggdes 1976 av den georgiske arkitekten Gia Kurdiani. Innan dess var stadion en mindre plan med en maxkapacitet på 35 000 åskådare. Kravet på en ny, större arena ökade på grund av den framgångsrika fotbollsklubben Dinamo Tbilisi. När den nya stadion stod klar hade den tredje största kapacitet i Sovjetunionen. Den tog 74 354 supportrar och uppfyllde all standard och krav från Sovjets fotbollsfederation och Uefa. 2006 togs ståplatserna bort vilket minskade kapaciteten till 54 549 åskådare. Planen som stod på platsen fram till år 1976, då den revs, hette Centralstadion.

## Historia
Stadion har genom åren bytt namn ett flertal gånger:
- 1939–1976 - den gamla stadion, Tsentraluri stadioni Tbilisi, hade flera olika namn innan den revs år 1976
- 1976–1995 - Stadioni Tsentral
- 1995– Stadioni Boris Paitjadze (eller Boris Paitjadze nationalstadion)